# Duodenodigiunostomia
La duodenodigiunostomia è un intervento chirurgico finalizzato alla creazione di un'anastomosi tra il duodeno ed il digiuno.

## Indicazioni
Questo tipo di operazione è una delle ultime soluzioni da adottare per curare la sindrome dell'arteria mesenterica superiore. Se, infatti, alla nutrizione parenterale non segue una remissione della sintomatologia, bisogna lecessariamente agire per via laparotomica, ovvero, mediante una digiunostomia. Tuttavia è sempre più frequente l'utilizzo delle procedure laparoscopiche e mini-invasive. La duodenodigiunostomia laparoscopica può essere dunque un approccio alternativo al trattamento chirurgico dei casi di sindrome SMA.
Tale operazione fornisce i vantaggi di essere una tecnica definitiva e minimamente invasiva.